# Ран (филм)
Ран (срп. Хаос, јап. 乱, романизовано: Ran) је јапански филм из 1985. године који је режирао Акира Куросава. Носиоци главних улога су Тацуја Накадај, Акира Терао и Џинпачи Незу. Филм је стилизована екранизација Шекспирове драме Краљ Лир, смештена у феудални Јапан у Периоду зараћених држава (1477-1568).

## Радња
Остарели феудални господар из периода Сенгоку (средина 16. века) одлучује да подели своје поседе тројици својих синова, задржавши за себе само 30 највернијих самураја. Да би показао синовима значај братске слоге, даје им три стреле и изазива их да их поломе: двојица старијих не успевају (служећи се само рукама), али најмлађи их ломи преко колена, и оптужује оца да је од старости полудео: сам је дошао на власт служећи се издајом, преварама и насиљем, а намерава да повери свој живот љубави и оданости својих синова, који су слични њему и времену у коме живе. Најмлађи син је протеран, али налази уточиште код суседног господара, који га узима за зета, одушевљен његовом храброшћу и поносом. За то време, двојица старијих синова изазивају сукоб са оцем и протерују га са поседа: он и његови људи закратко налазе уточиште у напуштеној тврђави најмлађег сина, али замак је опседнут и спаљен после жестоке борбе, а отац одлази у дивљину потпуно сам, пошто нико од нападача, његових дојучерашњих вазала, не сме да дигне руку на њега. За то време, завере на поседу се настављају: други син по наговору својих самураја организује атентат на старијег брата и преузима власт, али убрзо пада под утицај братове удовице, која потајно жели да се освети свим члановима његове породице, пошто је њена породица истребљена у међусобном рату.

## Награде
Године 1985, Ран је постао најскупљи филм икада произведен у Јапану и освојио је Оскара за костимографију за Ваду Еми (1937–). Филм је отворио први међународни филмски фестивал у Токију и био је последња Куросавина епска џидаи-геки историјска драма.